# Фрикс
Фрикс (грч. Phriksos, лат. Phrixus) је син краља Атаманта и његове жене богиње облака Нефеле.

## Митологија
Са својом сестром Хелом Фрикс је провео мукотрпно детињство јер је њихов отац, напустио њихову мајку Нефелу и довео им Ину, кћерку тебанског краља Кадма, која их је мрзела од самог почетка.
Ина је, својим сплеткама успела да наговори Атаманта да жртвује свога сина Фрикса боговима. Када је Атамант водио свога сина према жртвенику, Нефела је послала великог овна са златним руном који је Фрикса и Хелу узео на леђа и полетео са њима према истоку. На путу, за време лета, када су се нашли над морским теснацем који одваја Европу и Азију, Хела није успела да се одржи на овну и пала је у море.
Фрикс није успео да спасе своју сестру, али је, њој у спомен, назвао море у које је пала Хелиним морем - Хелеспонтом. Читав средњи век то море се звало Хелиним именом, а данас су то Дарданели.
Фрикс је на златном овну стигао све до ушћа реке фасиде, у Колхиди под Кавказом. Краљ Ејат, син бога сунца Хелија, је прихватио Фрикса, а када је Фрикс одрастао, дао му је за жену своју кћерку Халкиопу.
Златног овна, на коме је Фрикс дошао у Калхиду, краљ је жртвовао богу Зевсу, а руно које је са њега одрао обесио је на високо стабло на брду које је било посвећено богу рата Аресу, и поверио га на чување страшноме змају који никада није спавао. 
Златно руно је висило дуго на стаблу све док није дошао Јасон и узео га.
Бегом Хеле и Фрикса почиње циклус митова о Аргонаутима и њиховом вођи Јасону.